# Вербки (Могилёвская область)
Ве́рбки (бел. Вербкі) — деревня в составе Сычковского сельсовета Бобруйского района Могилёвской области Республики Беларусь.

## Географическое положение
Деревня Вербки находится в 15 км к северу от города Бобруйска, в 10 км от железнодорожной станции Мирадино на линии Бобруйск-Минск, при впадении реки Волчанка в реку Березина. Транспортные связи по автодорогам Свислочь-Сычково и Минск-Бобруйск.

## История
Поселения каменного века у деревни Вербки свидетельствуют о заселении данной территории в глубокой древности. Деревня Вербки известна с начала XX века. В 1907 году фольварок Свислочской волости Бобруйского уезда Минской губернии, состоявший из 3 дворов. В 1917 году — хутор, 8 дворов. В 1926 году — деревня, 13 дворов. В 1933 году в деревне организован колхоз «Гигант». Во время Великой Отечественной войны погибли на фронте 3 сельчанина. В 1986 году в составе совхоза имени Ленина, 16 хозяйств. В 2014 году в Вербках 7 хозяйств, 11 жителей, в том числе 6 старше трудоспособного возраста.

## Планировка населенного пункта
Планировочно деревня представляет прямолинейную меридиональную улицу с двухсторонней деревянной застройкой усадебного типа.

## Археологические памятники
Возле деревни Вербки находятся 3 стоянки каменного века. Стоянки обследованы в 1980-е годы белорусским археологом Владимиром Павловичем Ксендзовым. Материалы обследования хранятся в Институте истории Национальной Академии Наук Республики Беларусь.

### Стоянка-1
Находится в 300 метрах на юго-восток от деревни, на левом берегу реки Волчанка (правый приток реки Березина). Размер стоянки 100×30 метров. Открыл и исследовал стоянку в 1982 году археолог В. П. Ксендзов. Культурный пласт 0,15 м, залегал на глубине 0,2—0,3 м от поверхности, поврежден многолетним проведением пахотных работ. При проведении раскопок собраны кремнёвые скребки, пластины и нуклеусы.

### Стоянка-2
Находится в 1 км к востоку от деревни, на второй надпойменной террасе правого берега реки Березина. Площадь 600 кв. м. Открыл и исследовал стоянку в 1982 году археолог В. П. Ксендзов. Культурный пласт толщиной 0,2 м, залегал на глубине 0,25—0,45 м в темно-жёлтом песке. Найдены нуклеусы, пластины, осколки, орудия труда, изготовленные из темно-голубого кремня высокого качества. В настоящее время территория стоянки находится под дачными участками.

### Стоянка-3
Находится в 1,3 км на юго-запад от деревни, на первой надпойменной террасе правого берега реки Березина. Площадь стоянки 400 кв. м. Открыл и исследовал стоянку в 1985 году В. П. Ксендзов. Культурный пласт поврежден многолетним проведением пахотных работ. При проведении раскопок собраны осколки, пластины и нуклеусы из мелового кремня.

## Фотогалерея

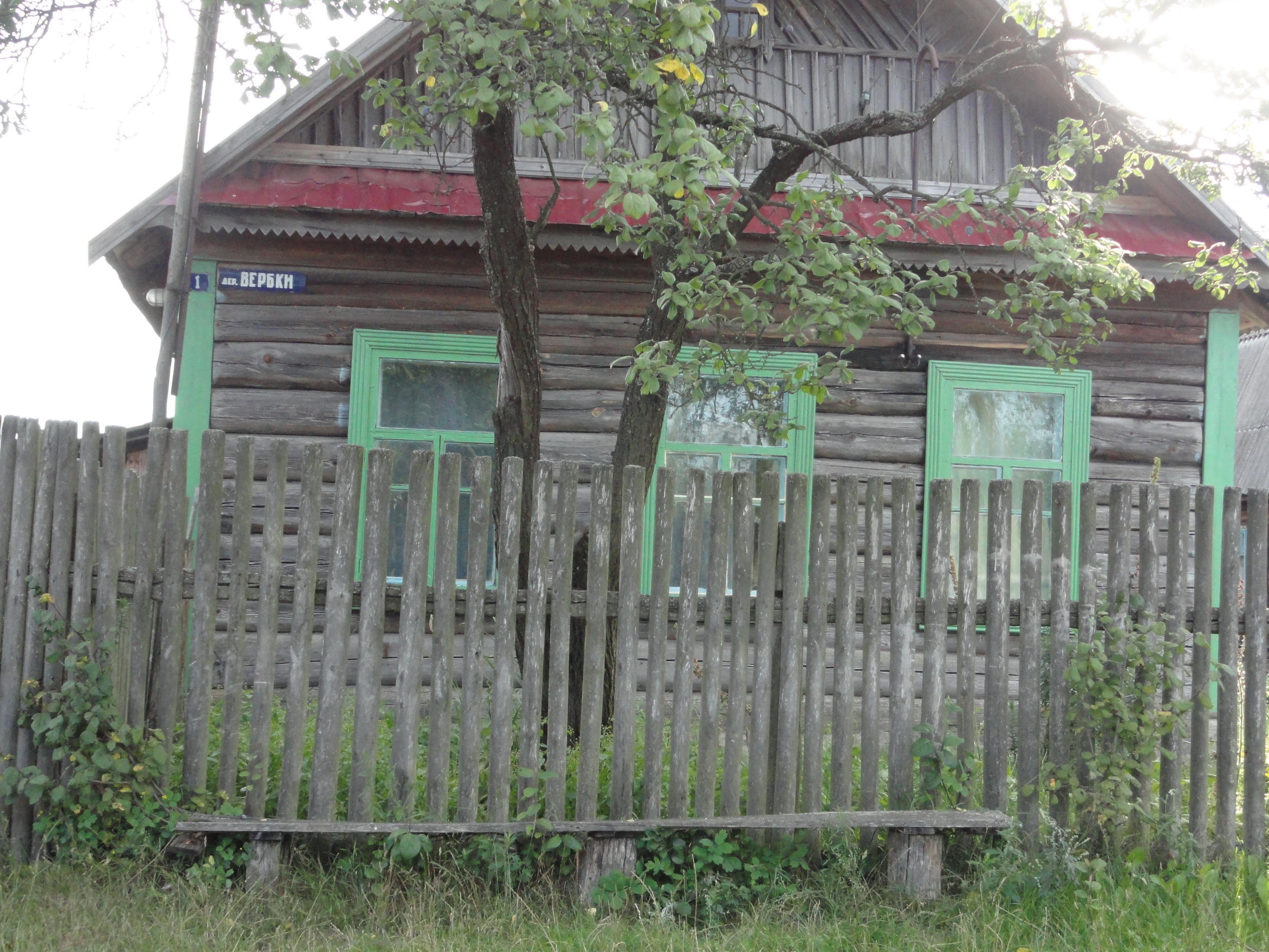
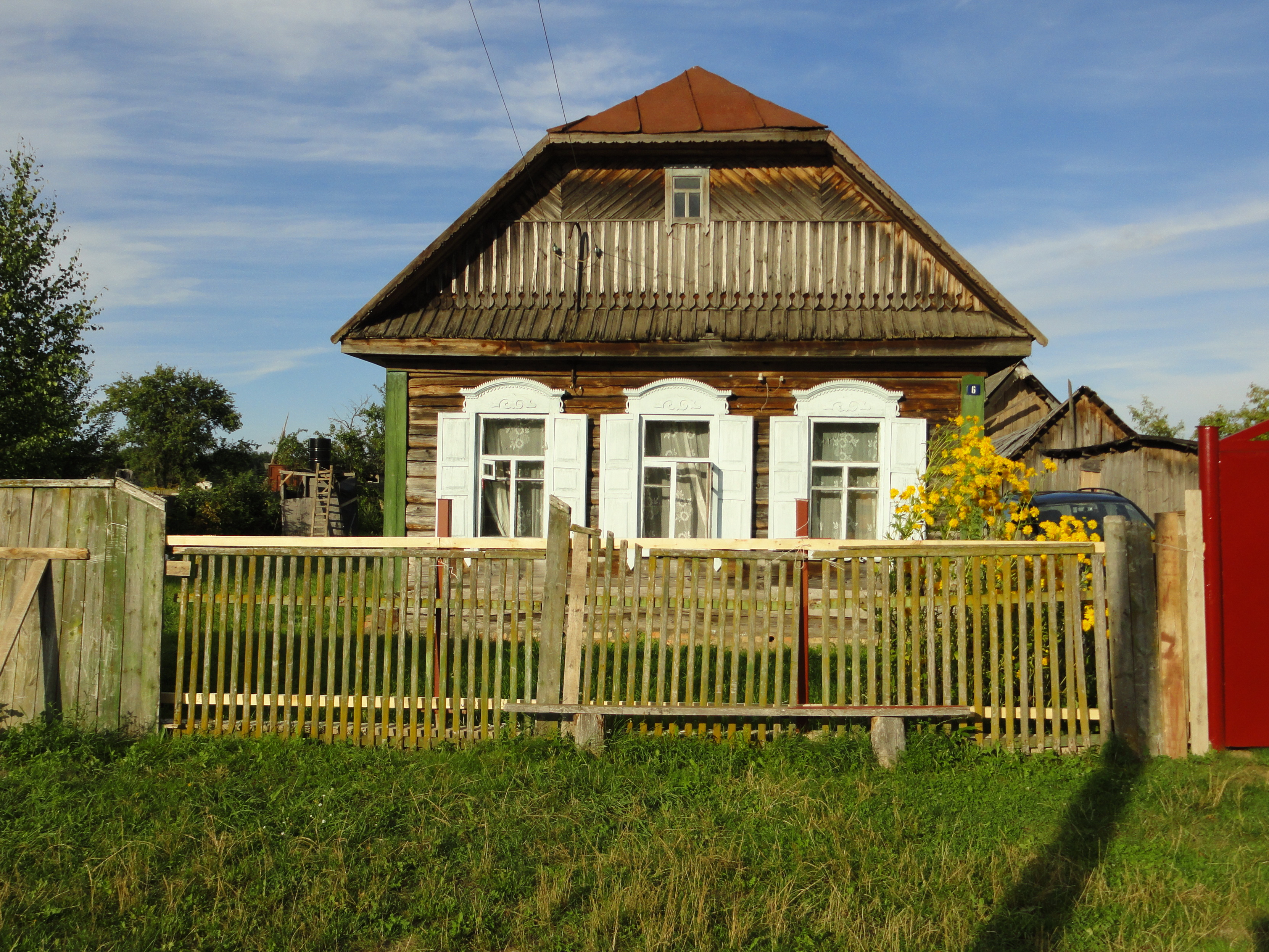
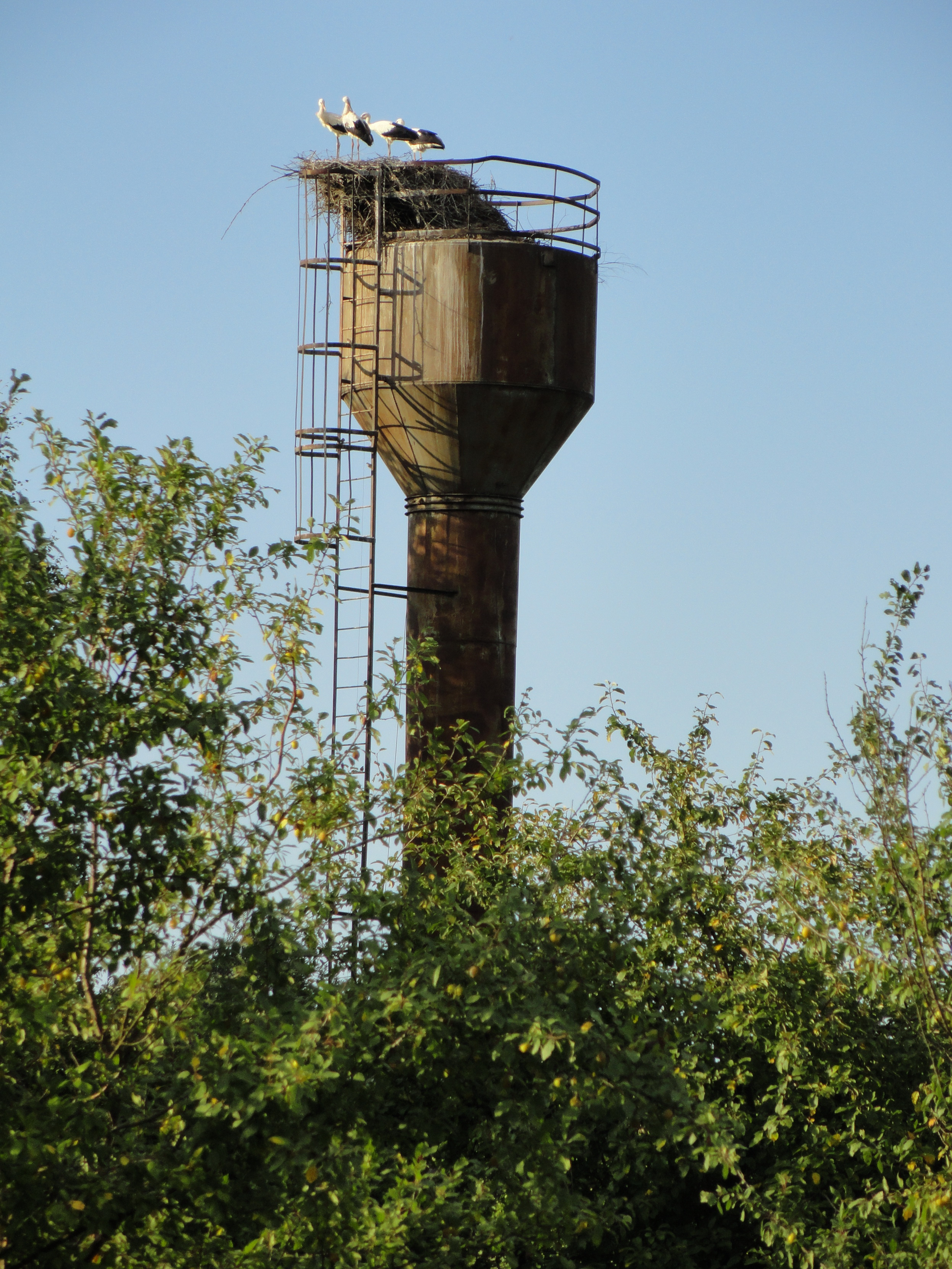
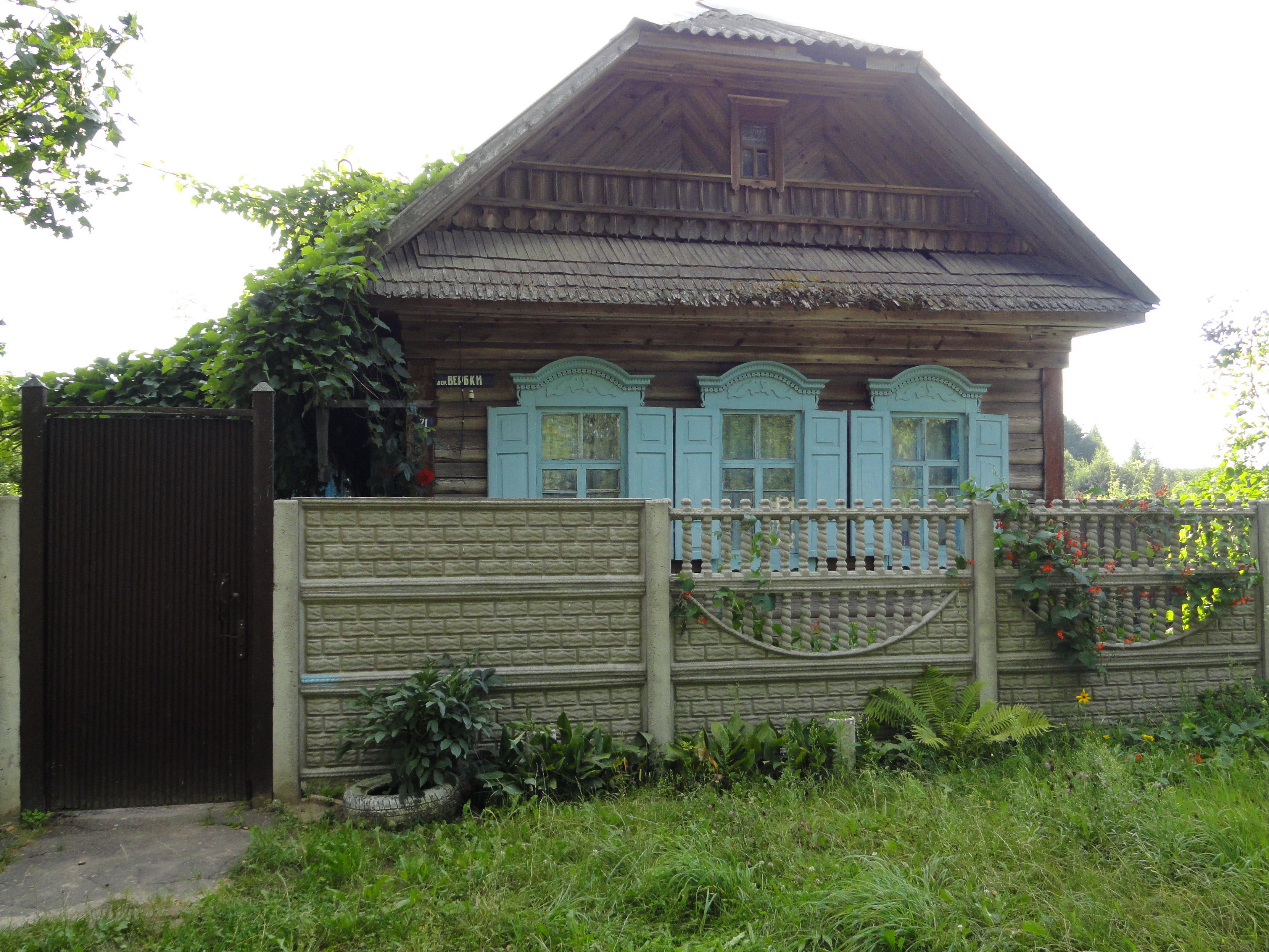

## Население
- 1907 год — 49 человек
- 1917 год — 46 человек
- 1926 год — 66 человек
- 1959 год — 86 человек
- 1970 год — 61 человек
- 1986 год — 45 человек
- 1999 год — 20 человек
- 2010 год — 13 человек
- 2014 год — 11 человек
- 2025 год — 2 человека